# Якоб III (маркграф Баден-Хахберга)
Якоб III Баден-Дурлахский (26 мая 1562, Пфорцхайм — 17 августа 1590, Баден-Вюртемберг) — маркграф Баден-Хахберга в 1584—1590 годах со столицей в Эммендингене. В 1590 году перешёл из лютеранства в католичество, чем вызвал политическую нестабильность.

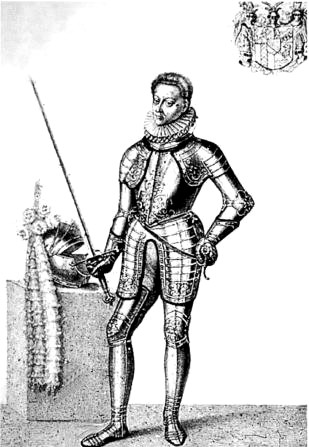
Якоб III Баден-Дурлахский

## Биография
Якоб III был вторым сыном маркграфа Карла II Баден-Дурлахского и его второй жены Анны Фельденцской. С 1557 года он и его старший брат Эрнст Фридрих воспитывались при дворе лютеранина герцога Людвига III Вюртембергского.
После смерти отца в 1577 году Якоб унаследовал небольшое маркграфство Баден-Хахберг; его регентом стала его мать Анна Фельденцская, курфюрст Пфальца Людовика VI (до 1583 года), герцог Филипп Людвиг Пфальц-Нейбургский и герцог Вюртемберга Людвиг III. Хотя отец запретил раздел территорий, Якоб и Эрнст Фридрих хотели быть суверенными правителями своих собственных территорий Бадена.
Поскольку завещание Карла II не было должным образом подписано и опечатано, три брата смогли оспорить его. Эрнст Фридрих, Якоб и их младший брат Георг Фридрих разделили Баден; Якобу достался Баден-Хахберг со столицей в Эммендингене.
Примечательно, что будучи воспитанными в лютеранской вере, три брата выбрали разные пути: Георг Фридрих обратился в кальвинизм, Якоб — в католичество, а Эрнст Фридрих остался лютеранином. В 1589 и 1590 годах он организовал два коллоквиума между лютеранскими богословами из Вюртемберга и католиками. После этого 15 июля 1590 года Якоб перешёл в католичество в цистерцианском монастыре Тенненбахе. Это вызвало огромный переполох в Германии, поскольку он был первым правящим князем-протестантом в Германии, обратившимся после Аугсбургского мира 1555 года. Католицизм стал государственной религией маркграфства Баден-Хахберг 10 августа 1590 года. Папа Сикст V возлагал на него большие надежды.
Всего через неделю здоровый 28-летний маркграф неожиданно скончался; вскрытие показало отравление мышьяком. В завещании Якоба III говорилось, что он хотел быть похороненным в Баден-Бадене, который в то время был католическим, однако он был похоронен в церкви Святого Михаила в Пфорцхайме. Надпись на его могиле не упоминает его обращение в католицизм.
Через неделю после смерти Якоба его вдова Елизавета Кулемборг-Палландтская родила посмертного сына и наследника Эрнста Якоба, опекуном которого (незаконно) стал Эрнест Фридрих. Ребёнок умер менее чем через девять месяцев, 29 мая 1591 года. Баден-Хахберг перешёл к Эрнсту Фридриху, который вернул лютеранство. Елизавета Кулемборг-Палландтская обратилась в католицизм после смерти мужа.
После смерти старших братьев, не оставивших наследников, Георг Фридрих воссоединил Баден 1604 году.

## Дети
6 сентября 1584 года Якоб III женился на Елизавете Кулемборг-Палландтской (1567—1620), дочери графа Флориса I Кулемборг-Палландтского (1537—1598). У супругов было четверо детей:
- Анна (1585—1649), муж (с 1607) граф Вольрад IV Вальдек-Эйзерберский (1588—1640)
- Карл Эрнст (1588—1588), умер в младенчестве
- Якоба (1589—1625)
- Эрнст Якоб (1590—1591), умер в младенчестве